# Stattmatten
Stattmatten é uma comuna francesa na região administrativa de Grande Leste, no departamento Baixo Reno. Estende-se por uma área de 3,93 km². Em 2010 a comuna tinha 730 habitantes (densidade: 185,8 hab./km²).